# Paneltia Story
Paneltia Story (パネルティアストーリー　ケルンの大冒険, Paneltia Story: Köln no Daibouken, L'histoire de Paneltia : la grande aventure de Cologne) est un jeu vidéo de rôle de type action-RPG sorti exclusivement sur Sega Saturn le 28 février 1997, uniquement au Japon. Le jeu a été développé par Tamtam et édité par Shūeisha.

## Trame
Un jeune homme est projeté dans un monde qu'il doit créer de toutes pièces.

## Système de jeu
Paneltia Story est un action-RPG en 2D, en vue de dessus. Le joueur doit créer un monde, utilisant un principe assez proche de celui de Terranigma ou encore de Dragon Quest Builders.
Le héros dispose d'un certain nombre d'écrans à positionner sur une grille afin de créer une carte sur laquelle il peut se déplacer et affronter des monstres ; une fois vaincus, ces derniers lui permettent d'obtenir des points d'expérience ainsi que des écrans supplémentaires, lesquels lui donneront la possibilité d'agrandir son territoire.

## Réception
Paneltia Story n'a pas été très bien accueilli lors de sa sortie. Si ses graphismes se rapprochent plus de ceux de jeux tournant sur des consoles de quatrième génération, le mensuel français Joypad évoque un jeu qui « présente un background ridiculement niais qui n'accrochera pas les vrais amateurs du genre. ».